# シェートンムン県
シェートンムン県（シェートンムンけん）は中華人民共和国チベット自治区シガツェ市の県の一つ。県名はチベット語で「望みの見る喜び」の意。県政府所在地は卡嘎鎮。

## 行政区画
1鎮、18郷を管轄：
- 鎮：卡嘎鎮
- 郷：達木夏郷、査布郷、春哲郷、則許郷、娘熱郷、措布西郷、納当郷、青都郷、切瓊郷、美巴切勤郷、列巴郷、塔丁郷、栄瑪郷、通門郷、達那普郷、達那答郷、南木切郷、仁欽則郷

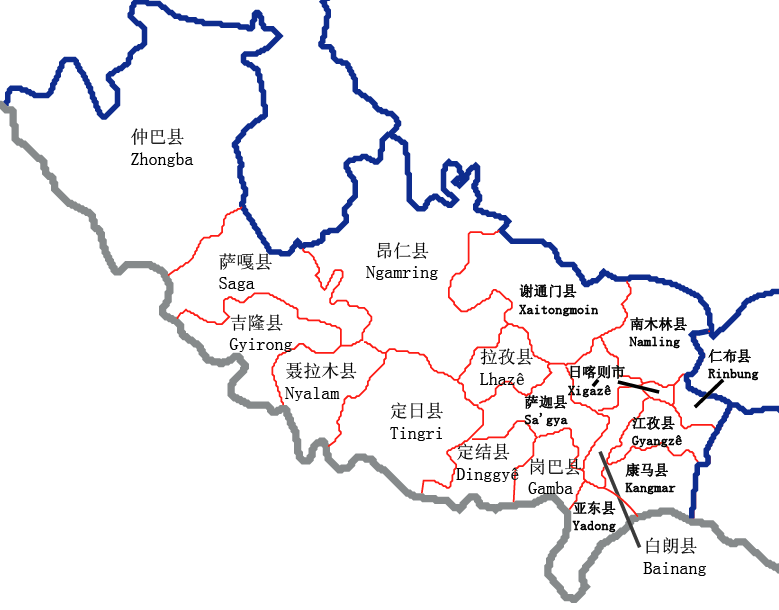
シガツェ地区の行政区画